# Romeo Arnold

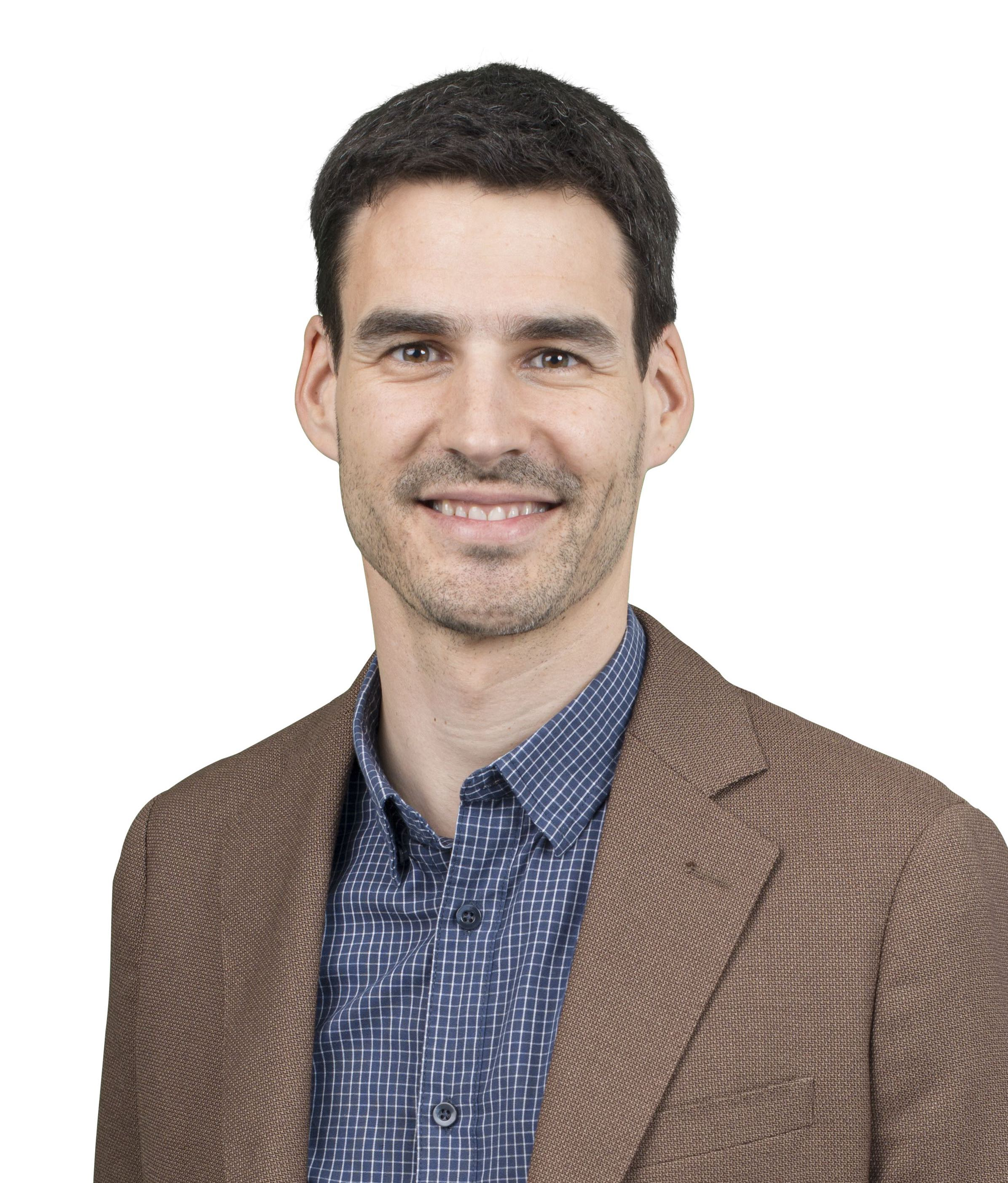
Romeo Arnold, 2023

Romeo Arnold (* 18. August 1988) ist ein Schweizer Politiker (GLP). Er ist seit Mai 2025 Grossrat für den Kanton Bern und seit Januar 2025 Gemeinderat in Oberhofen am Thunersee.

## Leben und Ausbildung
Arnold ist in Brig (VS) geboren und in Termen aufgewachsen. Sein Heimatort ist Simplon Dorf. Nach der Schule hat er das Kollegium in Brig besucht und einen Maturaabschluss erlangt. Anschliessend studierte er Umweltingenieurwissenschaften an der ETH Zürich und schloss mit einem Master of Science (MSc ETH) ab.
Nach dem Studium arbeitete er 5 Jahre an der ETH Zürich in der Versuchsanstalt für Wasserbau, Hydrologie und Glaziologie (VAW). Seit 2021 arbeitet er als Projektleiter im Bereich Wasserbau, Naturgefahren und Numerik für Emch+Berger AG Bern.
Seit 2021 wohnt Arnold in Oberhofen am Thunersee.

## Politische Karriere
Im Oktober 2024 wurde Arnold in den Gemeinderat von Oberhofen am Thunersee gewählt. Per 7. Mai 2025 wurde er vom Regierungsrat des Kantons Bern zum Mitglied des Grossen Rats als gewählt erklärt, als Nachfolger von Hannes Zaugg-Graf (†). Zudem ist er Präsident der GLP Oberhofen und im Vorstand der GLP Wahlkreis Thun.